# Groutiella fragilis
Groutiella fragilis là một loài Rêu trong họ Orthotrichaceae. Loài này được (A. Jaeger) H.A. Crum & Steere mô tả khoa học đầu tiên năm 1950.